# San Roberto
San Roberto là một đô thị ở tỉnh Reggio Calabria trong vùng Calabria, Ý, có cự ly khoảng 110 km về phía tây nam của Catanzaro và khoảng 12 km về phía đông bắc của Reggio Calabria. Tại thời điểm ngày 31 tháng 12 năm 2004, đô thị này có dân số 2.034 người và diện tích là 34,3 km².
San Roberto giáp các đô thị: Calanna, Fiumara, Laganadi, Santo Stefano in Aspromonte, Scilla.